# Брено
Брѐно (на италиански: Breno, на източноломбардски: Bré, Бре) е градче и община в Северна Италия, провинция Бреша, регион Ломбардия. Разположено е на 343 m надморска височина. Населението на общината е 5027 души (към 2013 г.).